# Ted Danson
Ted Danson (San Diego, Califórnia, 29 de Dezembro de 1947) é um ator estadunidense.
Até 2015, esteve no elenco de CSI: Crime Scene Investigation, como D.B. Russell. No mesmo ano, ele migrou com seu personagem para CSI: Cyber. Ted Danson fez parte do elenco da famosa série estadunidense dos anos 80 Cheers e possui uma estrela na Calçada da Fama.

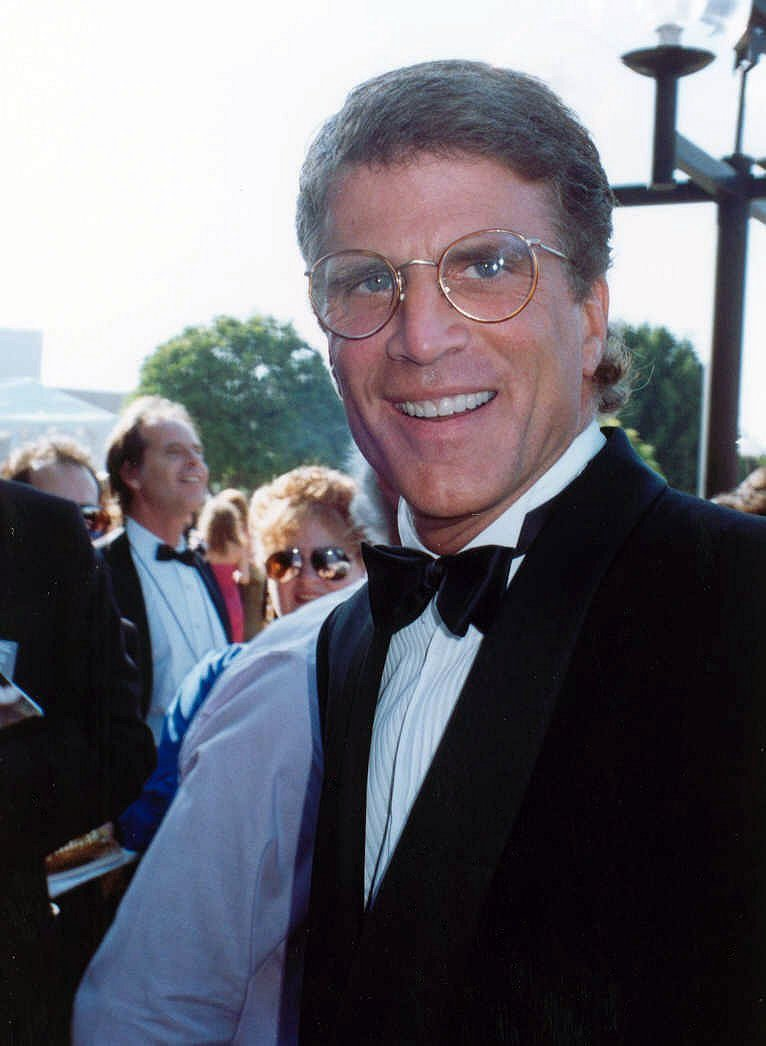
Ted Danson na 42ª edição do Emmy Awards em 1990.

## Filmografia
- A Man on the Inside (2024)
- The Good Place (2016-2020)
- CSI: Cyber (2015-2016)
- CSI: Investigação Criminal (a partir da 12ª temporada) (2011-2015)
- Bored to Death (2009)
- Mad Money (Loucas por Amor, Viciadas em dinheiro) (2008)
- The Magic 7 (2008)
- Nobel Son (2007)
- Bye Bye Benjamin (2006)
- Knights of the South Bronx (2005)
- Our Fathers (2005)
- The Moguls (2005)
- Fronterz (2004)
- It Must Be Love (2004)
- Living with the Dead (Falando com os Mortos) (2002)
- Mumford (Dr. Mumford - Inocência ou Culpa) (1999)
- Becker (1998 - 2004)
- Saving Private Ryan (O Resgate do Soldado Ryan) (1998)
- Homegrown (Três Sócios Duvidosos) (1998)
- Jerry & Tom (Morte a Sangue Frio) (1998)
- Gulliver's Travels (As Viagens de Gulliver) (1996)
- Loch Ness (Loch Ness - O Mistério do Lago) (1995)
- Getting Even With Dad (Acertando as Contas com Papai) (1994)
- Pontiac Moon (No Mundo da Lua) (1994)
- Made in America (Feita por Encomenda) (1993)
- Three Men and a Little Lady (Três Solteirões e uma Pequena Dama) (1990)
- Cousins (Um Toque e Infidelidade) (1989)
- Dad (Meu Pai) (1989)
- She's Having a Baby (Ela Vai Ter um Bebê) (1988)
- We Are the Children (1987)
- Three Men and a Baby (Três Solteirões e um Bebê) (1987)
- A Fine Mess (Uma Tremenda Confusão) (1986)
- Just Between Friends (Somente Entre Amigas) (1986)
- When the Bough Breaks (Vítimas do Pecado) (1986)
- Little Treasure (Pequeno Tesouro) (1985)
- Something About Amelia (1984)
- Cowboy (1983)
- Creepshow (Creepshow) (1982)
- Our Family Business (1981)
- Body Heat (Corpos Ardentes) (1981)
- Once Upon a Spy (1980)
- The Women's Room (1980)
- The Onion Field (Assassinato a Sangue Frio) (1979)
- The Chinese Web (1978)

## Prêmios
- 1984 - Globo de Ouro de melhor ator em minissérie ou telefilme, por Something About Amelia